# Jan Vacl
Jan Vacl (24. srpna 1919, Popovice – 17. prosince 1987, Brno) byl český lékař-hematolog.

## Biografie
Jan Vacl se narodil v roce 1919 v Popovicích, jeho otcem byl učitel a zakladatel SK Židenice Jan Vacl. V roce 1939 odmaturoval na I. státním reálném gymnáziu v Brně a nastoupil na Lékařskou fakultu Masarykovy univerzity, jeho studia byla přerušena uzavřením vysokých škol během druhé světové války a tak Lékařskou fakultu vystudoval až mezi lety 1945 a 1950. Následně nastoupil do transfuzní stanice nemocnice v Třebíči a stal se primářem. V roce 1962 přešel na transfuzní stanici Fakultní nemocnice v Brně, kde také působil jako primář. Vybudoval Ústav hematologie a transfuze krve a začal pořádat semináře pro pracovníky transfuzních oddělení ve spádových nemocnicích tehdejšího Krajského ústavu národního zdraví v Brně. Jan Vacl byl primářem do roku 1977, kdy odešel do důchodu.

### Články
- Hrubešová, Za primářem MUDr. Janem Vaclem, Vnitřní lékařství. 1988, Roč. 34, č. 6, S. 614–615. ISSN 0042-773X.